# Rotação da Terra

Uma animação da rotação da Terra em torno do eixo do planeta

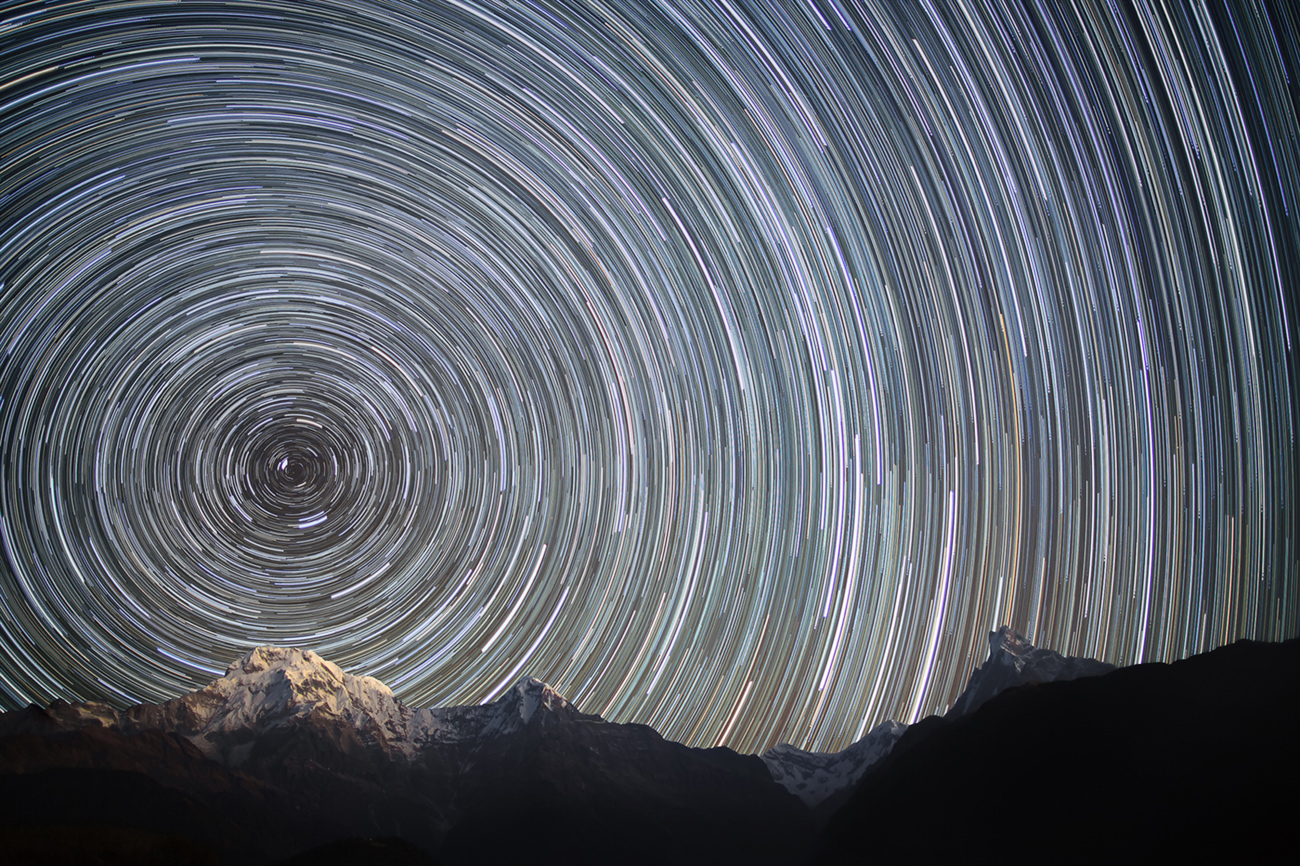
Esta fotografia de longa exposição do norte do céu noturno no Nepal, Himalaias, mostra a trilha de estrelas à medida que a Terra gira

A rotação da terra vista pelo DSCOVR EPIC em 29 de maio de 2016, algumas semanas antes do solstício

A rotação da Terra é o movimento que ela executa revolvendo-se sobre si (com referência às estrelas), ou seja, a rotação do corpo celeste em torno de seu próprio eixo vertical (que cruza o planeta de Norte a Sul), que é responsável pela alternância entre o período de tempo ensolarado e o período de tempo sem incidência solar direta (conhecidos como dia e noite) – alternância essa observada em qualquer localidade cuja latitude não seja muito próximas às dos polos geográficos. Em virtude da inclinação do eixo determinado pela rotação da Terra em relação ao plano de sua órbita em torno do Sol, nos polos, a alternância entre o período ensolarado e o período umbral deve-se à translação do planeta em torno do Sol e não à sua rotação; observando-se ali seis meses de iluminação seguidos de seis meses de escuridão.

## Movimentos da Terra
A rotação da Terra é o movimento giratório que a Terra realiza sobre si, estabelecendo um eixo de simetria que traspassa seu centro e que determina, em sua interseção com a superfície do planeta, os polos geográficos norte e sul. A rotação dá-se, em acordo com a regra da mão direita, no sentido anti-horário se visto por um observador inercial – estático em relação às estrelas – quando situado sobre o polo Norte. A duração do assim chamado dia sideral – o tempo necessário para a Terra completar uma volta completa sobre si – 360 graus exatos – é de 23 horas, 56 minutos, 4 segundos e 9 centésimos (23h 56min 4,09s). Tendo o planeta, um perímetro aproximado de 40 075 km na linha do equador, a sua velocidade de rotação medida nesta linha, ou seja, em seu diâmetro máximo, é de aproximadamente 465 metros por segundo (1 674 km/h). Em relação ao Sol, o tempo de rotação médio – o dia solar médio – é de 24 horas. O dia solar – o período entre duas passagens sucessivas do Sol sobre o meridiano local – varia ao longo do ano, sendo contudo sempre superior ao dia sideral.
A diferença entre o dia sideral e o dia solar deve-se à translação da Terra, que consiste no avanço do centro da Terra – a rigor, do centro de massa do sistema Terra Lua – ao longo de uma curva fechada em redor do Sol, estabelecendo uma trajetória conhecida por órbita. Para a Terra, essa órbita aproxima-se muito de uma órbita circular, mas, a rigor, é uma curva chamada elipse. A velocidade com que a Terra percorre tal órbita é variável ao longo do ano (segunda lei de Kepler), mas esse movimento dá-se com a velocidade em média por volta de trinta quilômetros por segundo: a cada segundo, a Terra desloca-se 30 quilômetros no espaço em sua trajetória em torno do Sol. Durante a translação, o eixo de rotação da Terra mantém um ângulo de aproximadamente 23º com a reta normal ao plano da órbita da Terra – denominado eclíptica – e a orientação do mesmo pode ser considerada espacialmente fixa para intervalos de tempo muito menores que 25 800 anos, tempo esse correspondendo ao período aproximado de precessão do eixo da Terra em torno da normal ao plano da eclíptica e por consequência também o período da precessão dos equinócios . 
A velocidade de rotação da Terra pode ser medida a partir de experimentos simples que utilizam materiais de baixo custo.

## História
Supõe-se que o primeiro cientista a propor que a Terra possui movimento de rotação e de translação foi Aristarco de Samos, que, por estas teorias, foi acusado de impiedade.
Diógenes Laércio, porém, atribui esta hipótese a Filolau de Crotona ou a Hicetas de Siracusa.

## Desaceleração angular
A velocidade angular de rotação da Terra, por efeito das marés luni-solares, vem diminuindo ao longo dos séculos; atualmente, o dia sideral aumenta em 2,3 milissegundos a cada século.
As marés oceânicas e mesmo do solo são devidas em aproximadamente 2/3 à interação gravitacional entre a Terra e a Lua, e em aproximadamente 1/3 à interação entre a Terra e o sol. As marés implicam movimento de matéria na superfície do planeta e outrora no passado também na superfície do satélite natural, movimento que implica dissipação de considerável energia mecânica na forma de energia térmica dado o atrito inerente. Em resposta, no caso específico da influência da Lua, o sistema tende-se a evoluir e configurar-se de tal forma que não haja marés, situação que só é atingida quando os movimentos de rotação do satélite, do planeta e de revolução do satélite em torno do planeta têm exatamente o mesmo período de tempo . 
Quando a Lua se formou, essa encontrava-se muito mais próxima da Terra, e daqui podia-se ver, ao longo do mês lunar, toda a extensão superficial da Lua. Naquela época, a Lua encontrava-se sujeita a fortes marés, mesmo nela não encontrando-se cobertura líquida. Com o passar de milênios, a Lua já teve tempo suficiente para sincronizar seu movimento de revolução ao redor da Terra com o seu movimento de rotação em torno de seu eixo, de forma que hoje vemos, da Terra, sempre o mesmo lado da Lua, o que determina hoje um hemisfério dessa conhecido como lado oculto da Lua. 
A sincronia com o movimento de rotação da Terra não foi contudo ainda atingida. A Terra gira por volta de 28 vezes mais rápido sobre seu eixo do que a Lua em torno da Terra. Contudo, a sincronia está gradualmente sendo buscada pelo sistema. A Lua, em virtude das marés por ela provocadas na Terra, está literalmente freando a rotação da Terra, e os dias siderais vêm a cada dia ficando maiores. A conservação da energia em presença de marés dá-se às custas da redução da velocidade angular dos astros e do sistema. A fim entre outros de se conservar momento, a Lua vem também se afastando continuamente da Terra. Hoje a taxa de recessão gira em torno de 3 cm ao ano. Dado tempo suficiente, a Lua tornar-se-á um satélite geoestacionário da Terra, situação na qual essa não provoca marés no planeta, nem o planeta nela.